# 华楼山路站
华楼山路站是青岛地铁2号线的地铁车站，位于中华人民共和国山东省青岛市李沧区银液泉路与华楼山路交叉口南侧，于2017年12月10日开通。

## 车站结构
华楼山路站位于银液泉路与华楼山路交叉口南侧，沿银液泉路路西设置，呈南北走向，为地下两层岛式站台车站，车站长205.9米，标准段宽20.9米，车站地下一层为站厅层，地下二层为站台层，站台设置全高站台门。
| 地面              | 出入口 | A、B出入口 |
| 地下一层          | 站厅   | 客服中心、自动售票机、验票机                                                                                  |
| 地下二层          | 站台   | \| \| \| 2号线往李村公园（枣山路） \| \| 島式 · 開左邊车门 \| \| \| \| \| \| 2号线往四川路（轮渡）（东韩） \| |
|                   |        | 2号线往李村公园（枣山路）                                                                                     |
| 島式 · 開左邊车门 |        | |
|                   |        | 2号线往四川路（轮渡）（东韩）                                                                                 |

## 出入口
华楼山路站共设2个出入口，各出口及周围设施如下所示：
| 编号                | 指示                       | 建议前往的目的地         | 图片 |
| ------------------- | -------------------------- | ------------------------ | ---- |
| A · 出口 · （设有） | 银液泉路(西)，华楼山路(南) | 象耳山公园，青岛枣山小学 |      |
| B · 出口            | 银液泉路(东)，华楼山路(南) |                          |      |
| 图例： 设有         |                            |                          |      |

## 接驳交通

### 公交车
- 银液泉路青山路：625路，672路

## 车站历史
本站工程名与正式站名均为华楼山路站，以车站横跨的同安路命名。
- 2017年12月10日，车站随2号线一期东段通车开通[1]。